# Jerome Powell
Pour les articles homonymes, voir Powell.
Jerome Hayden Powell, né le 4 février 1953 à Washington, D.C. (États-Unis), est un avocat et banquier américain.
Depuis 2018, il est président du Conseil des gouverneurs de la Réserve fédérale des États-Unis (Fed). Il est considéré comme un républicain modéré et s'oppose à Donald Trump, qui l'a nommé à la tête de la Fed, au cours des deux mandats de celui-ci.

## Biographie
Jerome Powell est titulaire d'un diplôme en science politique de Princeton obtenu en 1975 et d'un diplôme en droit de l'université de Georgetown obtenu en 1979. Il ne possède cependant pas de doctorat d'économie, contrairement à certains de ses prédécesseurs à la présidence de la Réserve fédérale des États-Unis (Fed).
Il commence sa carrière en tant qu'avocat. En 1984, il devient banquier d'affaires chez Dillon, Read and Company à New York.
En 1992, il est sous-secrétaire d'État au Trésor dans l'administration de George H. W. Bush. Après l'élection de Bill Clinton, il rejoint la banque Bankers Trust en 1993.
Il est associé au sein du groupe Carlyle, un gestionnaire d'actifs, entre 1997 et 2005.
En décembre 2011, Barack Obama le nomme officiellement gouverneur pour siéger au Conseil des gouverneurs de la Réserve fédérale des États-Unis. Sa nomination est validée par le Sénat en 2012.
Le 2 novembre 2017, Donald Trump le nomme officiellement à la tête de la Réserve fédérale pour succéder à Janet Yellen. Le 23 janvier 2018, le Sénat américain confirme sa nomination (84 voix contre 13). Il entre en fonction le 5 février de la même année.
Au cours du mois de décembre 2018, la politique de hausse des taux d'intérêt menée par la Fed est critiquée par le président Trump. Ce dernier souhaiterait limoger Jerome Powell, mais se heurte à une procédure complexe en la matière,.
Il vend en octobre 2020 les parts qu’il avait dans un fonds d’actions de Vanguard, qui rassemble diverses entreprises cotées en Bourse aux États-Unis, pour des montants situés entre un et cinq millions de dollars. Ces transactions, réalisées juste avant une chute de Wall Street, alimentent des soupçons de conflits d'intérêts et compromettent sa position à la tête de la Réserve fédérale. Il possède alors une fortune de 61 millions de dollars.
L'aile gauche du Parti démocrate souhaite que le président Joe Biden choisisse quelqu'un d'autre pour cette fonction. Le 5 novembre 2021, il est cependant renommé par Joe Biden pour un nouveau mandat de quatre ans à la tête de la Fed. Après la fin de son mandat, le 5 février 2022, il continue d'être président pro tempore de la Fed jusqu'à sa confirmation par le Sénat le 12 mai suivant par 80 voix pour et 19 contre.
En 2025, son opposition à une baisse du niveau du taux directeur de la Fed l'oppose à nouveau à la politique voulue par Donald Trump de baisse des taux d’intérêt. Le surcoût de la rénovation du siège de la Fed de plus de 700 millions de dollars que l’estimation initiale est l’occasion pour les conseillers de ce dernier de l'accuser de gaspiller l’argent public.